# Franka Dietzsch
Franka Dietzsch  (n. 22 ianuarie 1968, Wolgast, Republica Democrată Germană, Germania)  este o fostă aruncătoare de disc germană, care a fost de 3 ori campionă  mondială. 

## Carieră
Prima ei performanță notabilă a fost medalia de argint la Campionatul Mondial de Juniori din 1986. La Campionatele Mondiale din 1999, 2005 si 2007 a cucerit medalia de aur. La Campionatul European din 1998 a câștigat titlul și la ediția din 2006 a obținut argintul. Cea mai bună aruncare a sa a fost de 69,51 metri, reușită pe 8 mai 1999. Ea s-a retras din activitatea competițională în 2009.

## Realizări
| An   | Competiție                     | Locație                | Loc | Note    |
| ---- | ------------------------------ | ---------------------- | --- | ------- |
| 1986 | Campionatul Mondial de Juniori | Athena, Grecia         | 2   | 60,26 m |
| 1989 | Universiada                    | Duisburg, Germania     | 4   | 63,96 m |
| 1991 | Campionatul Mondial            | Tokio, Japonia         | 13  | 59,16 m |
| 1992 | Jocurile Olimpice              | Barcelona, Spania      | 12  | 60,24 m |
| 1993 | Campionatul Mondial            | Stuttgart, Germania    | 8   | 62,06 m |
| 1994 | Campionatul European           | Helsinki, Finlanda     | 9   | 59,18 m |
| 1995 | Campionatul Mondial            | Göteborg, Suedia       | 7   | 61,28 m |
| 1996 | Jocurile Olimpice              | Atlanta, Statele Unite | 4   | 65,48 m |
| 1997 | Campionatul Mondial            | Atena, Grecia          | –   | FR      |
| 1998 | Campionatul European           | Budapesta, Ungaria     | 1   | 67,49 m |
| 1999 | Campionatul Mondial            | Sevilla, Spania        | 1   | 68,14 m |
| 2000 | Jocurile Olimpice              | Sydney, Australia      | 6   | 63,18 m |
| 2001 | Campionatul Mondial            | Edmonton, Canada       | 4   | 65,38 m |
| 2003 | Campionatul Mondial            | Paris, Franța          | 14  | 59,77 m |
| 2004 | Jocurile Olimpice              | Atena, Grecia          | 26  | 58,12 m |
| 2005 | Campionatul Mondial            | Helsinki, Finlanda     | 1   | 66,56 m |
| 2006 | Campionatul European           | Göteborg, Suedia       | 2   | 64,35 m |
| 2007 | Campionatul Mondial            | Osaka, Japonia         | 1   | 66,61 m |
| 2009 | Campionatul Mondial            | Berlin, Germania       | 23  | 58,44 m |